# Kazoku kaigi
Kazoku kaigi (家族会議) è un film del 1936 diretto da Yasujirō Shimazu.
Il soggetto è tratto dal romanzo omonimo di Riichi Yokomitsu, uscito a puntate sui quotidiani giapponesi, dall'agosto al dicembre 1935. 

## Trama
Takayuki Shigezumi è un giovane e talentuoso broker di Tokyo che ha ereditato un'impresa in grande difficoltà dal padre, morto suicida, pare esasperato dalle macchinazioni contro di lui ordite dal potente Nire di Osaka. 
Onoue, un importante uomo di affari, lo spinge affinché incontri l'amica di sua figlia, Kiyoko Kajiwara, innamoratissima di lui. Takayuki accetta, ma è noto che sia innamorato di Yasuko Nire, di Osaka, figlia proprio dell'importante imprenditore già in conflitto con suo padre. Una relazione tra i due parrebbe dunque inopportuna ma la partecipazione della ragazza ad una ricorrenza in memoria del defunto padre di Takayuki, pone le basi per un'evoluzione della vicenda. A muovere in questo Yasuko c'è la sua intraprendente e emancipata amica Shinobu, anche se poi il padre di lei caldeggia il matrimonio con Rentaro Kyogoku, altro giovane broker di talento, che persegue le strategie dei Nire, che comportano la cancellazione dell'impresa di Takayuki. Quest'ultimo riesce a salvare il salvabile grazie al padre di Shinobu, ricco monaco buddista, e solo a seguito di una soffiata di Kiyoko, cui Rentaro fa una corte serrata. A Kiyoko poi, in tutta onestà, Takayuki si nega definitivamente. La ragazza, inizialmente sgomenta per lo svanito sogno d'amore, comincia pian piano a considerare Rentaro, a lungo ignorato.
Takayuki fallisce per colpa dell'asse Rentaro/Nire e deve ringraziare il padre di Shinobu se non ha perso tutto, mentre alla stessa ragazza, che nel momento peggiore per lui gli aveva assegnato tutti i suoi risparmi, è lui stesso a consegnare una fortuna guadagnata abilmente in borsa, facendo fruttare gli stessi. Shinobu decide così di investire tutto il guadagno nel riacquisto della società fallita di Takayuki, che assume come amministratore ad uno stipendio che fa fissare a lui stesso.
Yasuko intanto è distrutta dal disinteresse di Takayuki e, sempre spinta dall'amica Shinobu, si reca a Tokyo per constatarne di persona i sentimenti. Lui la ama ancora ma ritiene la loro unione impossibile. Mentre sta per esprimere queste impressioni a Yasuko, giunge improvvisa la notizia della morte del padre di lei, assassinato.
Celebrato il funerale, Yasuko, secondo le volontà del padre, cede l'amministrazione di tutti i suoi beni in mano a Rentaro, temendo che ora lo stesso possa chiederla in moglie, completando il disegno paterno. Rentaro invece, le annuncia di voler sposare Kiyoko, che ama da sempre e dalla quale è finalmente ricambiato. Per Yasuko e Takayuki sembra così che non ci siano più ostacoli. Chi ha creduto più di tutti in loro è Shinobu che, ora, dopo averli nuovamente fatti incontrare, preferisce andare lontano, prima che possa venir meno la lealtà alla sua amica, essendo sempre più chiaro che l'intesa con Takayuki rischierebbe di andare oltre il sentimento di amicizia.

## Produzione
Questo è il primo film realizzato negli studi Shochiku dopo il trasferimento ad Ofuna.
È inoltre l'ultimo film di Michiko Oikawa, che poi si ammalò per morire circa due anni dopo l'uscita del film. 

## Remake
Ne è stato girato un rifacimento nel 1954 dal regista Noboru Nakamura. Dallo stesso soggetto, inoltre, sono stati tratti ben quattro adattamenti televisivi.